# Letonia en los Juegos Olímpicos de Sankt Moritz 1928
Letonia estuvo representada en los Juegos Olímpicos de Sankt Moritz 1928 por solo un deportista que compitió en patinaje de velocidad.  
El equipo olímpico letón no obtuvo ninguna medalla en estos Juegos.